# Wu Xian
Wu Xian (xinès: 巫咸) va ser un astrònom xinès que suposadament va viure durant la Dinastia Shang (1600-1046 aC) de la història xinesa. És considerat com un dels principals astrònoms de l'antiga Xina al costat de més figures històriques com Gan De i Shi Shen, aquests dos últims van viure durant el període dels Regnes Combatents (403-221 aEC).